# Groupe ukrainien d'Helsinki

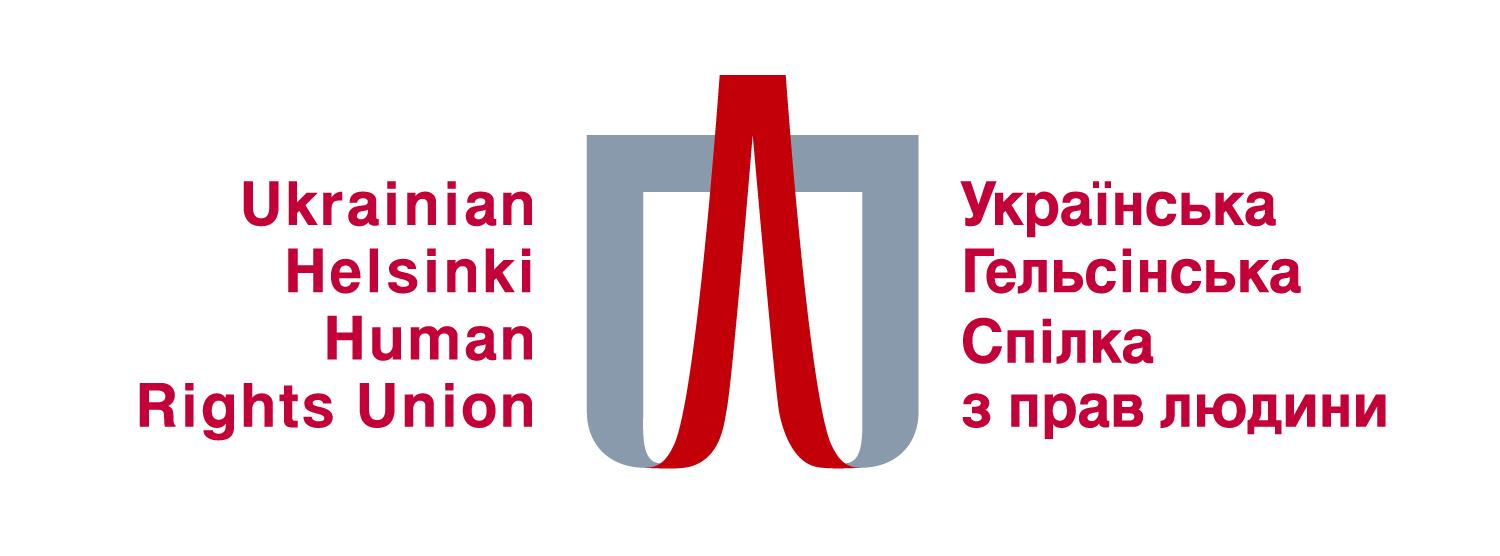
Logo du Groupe ukrainien d'Helsinki des droits de l'homme.

Le groupe ukrainien d'Helsinki (en ukrainien : Українська Гельсінська Група) a été fondé le 9 novembre 1976. Ce groupe public ukrainien a été créé pour promouvoir la mise en œuvre des Accords d'Helsinki sur les droits de l'homme, pour surveiller notamment les droits de l'homme en Ukraine. Le groupe était actif jusqu'en 1981 quand tous les membres ont été emprisonnés.

## Présentation
L'objectif du groupe ukrainien d'Helsinki était de surveiller le respect par le gouvernement soviétique des accords d'Helsinki, qui garantissent les droits de l'homme. Les membres du groupe ont fondé la viabilité juridique du groupe sur la disposition de l'Acte final d'Helsinki, le principe VII, qui établit les droits des individus à connaître et à agir en fonction de leurs droits et devoirs.
Depuis 1977, la filiale étrangère ukrainienne du groupe Helsinki a commencé ses activités avec la participation de Oles Berdnyk, Mykola Rudenko, Ivan Hel, Léonide Pliouchtch, Piotr Grigorenko et Nadia Svitlytchna. Plus tard, Nina Strokata Karavanska et Nadia Svitlytchna ont commencé à animer des programmes radiophoniques sur le thème des droits de l'homme sur la radio Svoboda.
Dès les premiers jours, le groupe a enduré la répression des autorités soviétiques. En février 1977, les autorités soviétiques ont commencé à arrêter des membres du Groupe ukrainien d'Helsinki et, en l'espace de deux ans, tous les membres fondateurs ont été jugés et condamnés à l'exil ou à une peine d'emprisonnement de 7 à 10 ans.
Fin 1979, six membres du groupe ont été contraints d'émigrer, notamment Iryna Senyk, tandis que d'autres dissidents ukrainiens n'y ont pas été autorisés. Les autorités soviétiques ont eu recours à la médecine punitive : certains membres ukrainiens du Groupe Helsinki (Oksana Meshko, Vassyl Stous, Petro Sichko et son fils Vassyl) ont été menacés d'incarcération. Hanna Mykhailenko, qui était une sympathisante du Groupe, a été détenue dans un hôpital psychiatrique en 1980. Les mauvaises conditions dans les camps et les prisons soviétiques ont causé la mort de certains membres tels que Oleksi Tykhy et Vasyl Stus plus tard.
En 1982, le "Groupe d'initiative pour la défense des croyants et de l'Église" a été créé, et se considérait comme faisant partie du mouvement d'Helsinki en Ukraine qui ne fonctionnait plus depuis 1981, ses membres étant tous emprisonnés. Ses organisateurs, Yosyp Terelia et Vasyl Kobryn, ont tous deux été condamnés en 1985.
Certains prisonniers politiques étrangers à l'Ukraine (un Estonien Mart Niklus et un Lituanien Viktoras Petkus) ont annoncé leur adhésion symbolique au Groupe en 1983.
En 1983, le groupe ukrainien d'Helsinki comptait 37 membres, dont 22 étaient dans des camps de prisonniers, 5 étaient en exil, 6 ont émigré vers l'Ouest, 3 ont été libérés et vivaient en Ukraine, 1 (Mykhailo Melnyk) s'est suicidé.
Le 7 juillet 1988, les membres du groupe ont créé et enregistré officiellement l'Association ukrainienne d'Helsinki qui, en 1990, s'est transformée en Parti républicain ukrainien. 
En 2004, l'Union ukrainienne des droits de l'homme d'Helsinki a été créée en tant qu'association d'organisations publiques de défense des droits de l'homme.

## Sources
1. ↑  Encyclopédie ukrainienne en ligne
2. ↑  Groupe ukrainien d'Helsinki
3. ↑  Union des droits de l'homme du Groupe ukrainien d'Helsinki
4. ↑  Collectif, La persécution des membres du groupe ukrainien d'Helsinki, 1980